# Oncidium macronyx
 Oncidium macronyx  es una especie de orquídea del género Oncidium. Es originaria de Brasil.

## Descripción
Oncidium macronyx es una orquídea epífita con pseudobulbos cilíndricos aplastados lateralmente de los que salen apicalmente dos hojas coriáceas estrechas oblongo linguladas, en su centro emergen dos varas florales de numerosas y diminutas flores.
Posee un tallo floral paniculado.

Esta orquídea se confude con Oncidium longicornu Mutel, de la que difiere en la forma de su labio y en la callosidad del lábelo.

Flores con sépalos verdosos manchas de color marrón anaranjado y lábelo amarillo con puntos rojizos.

## Hábitat
Es oriunda del Sur de Brasil en Santa Catarina de Rio Grande do Sul hasta el Norte de Argentina y Paraguay. Esta Orquídea se desarrolla sobre árboles. Zona de clima húmedo cálido de tierras bajas. 

## Cultivo
Tiene preferencia de mucha claridad o con sombra moderada. Se pueden poner en el exterior como los Cymbidium para forzar la floración. En invierno mantenerle el sustrato seco con pocos riegos. 
Florecen en enero y febrero en su hábitat. 
Etimología
Ver: Oncidium, Etimología
"macronyx" se refiere a un apéndice callosidad como cuerno de rinoceronte.

## Sinonimia
- Oncidium unicornutum Knowles & Westc. (1838)
- Oncidium unicorne Lindl. (1839)
- Oncidium monoceras Hook. (1841)
- Oncidium rhinoceros Rchb.f. (1856)
- Oncidium gautieri Regel (1868)
- Oncidium macronyx Rchb.f. (1881)